# Guy & Madeline
 (août 2021).
Si vous disposez d'ouvrages ou d'articles de référence ou si vous connaissez des sites web de qualité traitant du thème abordé ici, merci de compléter l'article en donnant les références utiles à sa vérifiabilité et en les liant à la section « Notes et références ».
Pour plus de détails, voir Fiche technique et Distribution.
Guy & Madeline ou Guy et Madeline se promènent dans le parc au Québec est un film musical américain réalisé et écrit par Damien Chazelle, sorti en 2009. Il ne connait qu'une sortie limitée dans les salles américaines.
Le film est notamment centré sur le jazz et met en avant des acteurs peu connus.

## Synopsis
Au XXIe siècle, à Boston, dans le Massachusetts, Guy et Madeline sont en couple depuis trois mois. Guy est un trompettiste de jazz, Madeline est une jeune chômeuse timide et sans dessein arrêté. Guy se produit souvent dans un club avec son groupe. Madeline est toujours à ses côtés. Mais bientôt, la magie du premier amour s'estompe, et Guy s'entiche d'une femme plus extravertie nommée Elena (Sandha-Helena dans la version italienne). Leur coup de foudre dans un métropolitain bondé marque la fin de la romance entre Madeline et le jeune homme.
Pendant ce temps, Guy a des remords à l'égard de Madeline, et se retrouve déçu par Elena, qui ne montre aucun intérêt pour sa musique ; de plus, ses souvenirs avec Madeline l'obsèdent. De son côté, Madeline tente de se reconstruire. Elle change d'appartement, redouble ses efforts pour trouver un emploi, apprend à pratiquer un instrument et obtient un entretien d'embauche et est embauchée au "Summer Shack", un restaurant. Cependant, insatisfaite de ses efforts, elle décide sur un coup de tête de se rendre à New York, où elle rencontre un Français nommé Paul.
Au bout d'un moment, Guy rentre à Boston pour reconquérir Madeline, mais cette dernière est apparemment passée à autre chose. Il frappe à sa porte, mais elle est introuvable, car elle s'apprête à déménager à New York. Il finit par la retrouver par hasard, mais il est trop tard : pendant que Madeline fait ses bagages, Guy joue du jazz pour la dernière fois.

## Fiche technique
- Titre français : Guy et Madeline
- Titre anglais : Guy and Madeline on Park Bench
- Titre québécois : Guy et Madeline se promènent dans le parc
- Réalisation et scénario : Damien Chazelle
- Pays :  États-Unis
- Langue original : anglais américain
- Format : noir et blanc
- Genre : musical, romance
- Durée : 84 minutes
- Date de sortie :
  - États-Unis : 5 novembre 2009

## Distribution
- Jason Palmer : Guy
- Desiree Garcia : Madeline
- Sandha Khin : Elena
- Bernard Chazelle : Paul
- Anna Chazelle : Laura
- Gonzalo Digenio : John
- Frank Garvin : Frank
- Eli Gerstinlauer : Eli

## Production

### Format
Tourné en noir et blanc, le film est originellement conçu par Damien Chazelle comme une thèse pour l'école de cinéma de l'Université Harvard. Il décide de quitter brièvement l'école pour travailler sur le film avec des acteurs méconnus et même certains membres de sa famille.

### Musique
Le film a une musique originale composée par Justin Hurwitz avec des paroles écrites par Damien Chazelle. L'enregistrement s'est déroulé à Bratislava avec des morceaux de jazz interprétés par les acteurs. La musique du film, intitulée Guy and Madeline on a Park Bench : Original Motion Picture Soundtrack, est commercialisée en mars 2017 par Milan Records.

## Sortie et accueil

### Avant-première
Le film a été montré en avant-première au Festival du film de Tribeca en 2009. En mars 2010, Variance Films acquiert les droits.

### Sortie limitée
Le film bénéficie d'une sortie limitée le 5 novembre 2010.

### Accueil critique
Le film reçoit des avis positifs de la part de la critique américaine. Le film a un score de 90% sur le site Rotten Tomatoes et 84% sur Metacritic[réf. nécessaire].